# 桂成赫
桂成赫（朝鮮文：계성혁；英文：Kye Song-Hyok；1992年11月12日—），朝鮮足球運動員，朝鮮國家青年足球隊、朝鮮國家奧運足球隊及朝鮮國家足球隊隊員。現在效力於朝鮮足球聯賽球會4.25體育團。

## 簡歷
桂成赫曾代表朝鮮國家青年足球隊參加參加了2011年U20世界盃足球賽，但從沒有上陣 。後來，入選朝鮮國家奧運足球隊參與2012年夏季奧林匹克運動會亞洲區足球預選賽，在預選賽前對中國國家奧運足球隊的友誼賽賽事中以替補身分上陣，於上半場25分鐘換上，並打進一球協助取得勝利，而在對阿聯國家奧運足球隊的第二輪預選賽第一回合賽事中以替補身分上陣，卻因主客場得失球負給對方沒能成功晉級第三輪預選賽，同年入選朝鮮國家足球隊成為備選球員，直到2014年參與2015年東亞盃資格賽 (第二輪)才正式在國際A級賽事上陣，協助朝鮮獲得冠軍取得決賽席位。

## 國際賽進球
朝鮮
| # | 日期           | 場地     | 對手 | 進球 | 比數 | 比賽                        |
| - | -------------- | -------- | ---- | ---- | ---- | --------------------------- |
| 1 | 2014年11月16日 | 中華台北 | 關島 | 1–5  | 1–5  | 2015年東亞盃資格賽 (第二輪) |

朝鮮U-23
| # | 日期         | 場地     | 對手 | 進球 | 比數 | 比賽   |
| - | ------------ | -------- | ---- | ---- | ---- | ------ |
| 1 | 2011年6月3日 | 中國上海 | 中國 | 0–2  | 1–2  | 友誼賽 |

## 榮譽

### 國家隊
朝鮮
- 東亞盃資格賽（第二輪）冠軍：2014年；

## 外部連結
- 桂成赫在 National-Football-Teams.com 上的出场纪录
- Song-Hyok Kye - Soccerway （页面存档备份，存于） （英文）